# Nepenthes lamii
Nepenthes lamii is een vleesetende bekerplant uit de familie Nepenthaceae. De soort is endemisch op Nieuw-Guinea, waar ze groeien op hoge bergtoppen. De soortaanduiding lamii is een eerbetoon aan Herman Johannes Lam, een Nederlandse botanicus die voor zover bekend het eerste specimen verzamelde. De plant werd in 1997 formeel beschreven door Matthew Jebb en Martin Cheek, in hun monografie A skeletal revision of Nepenthes (Nepenthaceae).
Nepenthes lamii is een klimplant met een maximale hoogte van vier meter. Hij is  aangetroffen tot op een hoogte van 3520 meter boven zeeniveau en is daarmee waarschijnlijk de hoogst groeiende Nepenthes-soort. N. maxima is een sympatrische soort. Desondanks zijn er geen natuurlijke hybriden van Nepenthes lamii beschreven.
... · 
N. alata · 
N. albomarginata · 
N. ampullaria · 
N. argentii · 
N. aristolochioides · 
N. attenboroughii · 
N. bicalcarata · 
N. bokorensis · 
N. bongso · 
N. boschiana · 
N. burkei · 
N. campanulata · 
N. chaniana · 
N. danseri · 
N. deaniana · 
N. densiflora · 
N. diatas · 
N. distillatoria · 
N. edwardsiana · 
N. ephippiata · 
N. gracilis · 
N. gymnamphora · 
N. hirsuta · 
N. inermis · 
N. insignis · 
N. jamban · 
N. khasiana · 
N. lamii · 
N. leyte · 
N. lingulata · 
N. lowii · 
N. macfarlanei · 
N. macrophylla · 
N. madagascariensis · 
N. masoalensis · 
N. maxima · 
N. mirabilis · 
N. monticola · 
N. northiana · 
N. ovata · 
N. peltata · 
N. pervillei · 
N. pitopangii · 
N. rafflesiana · 
N. rajah ·
N. rhombicaulis · 
N. rosea ·
N. sanguinea · 
N. sibuyanensis · 
N. spathulata · 
N. tenax · 
N. tenuis · 
N. veitchii ·
N. ventricosa ·
N. vieillardii ·
N. villosa · 
...